# Convento de San Francisco (Medina de Rioseco)
El convento de San Francisco  es un templo católico ubicado en la localidad de Medina de Rioseco, Provincia de Valladolid (Castilla y León, España).

## Historia
Fue edificada en tiempos del Almirante de Castilla Fadrique II Enríquez, como segundo monasterio franciscano de la villa, tras el de Valdescopezo, como lugar de enterramiento para los miembros de su familia. Hoy sólo se conserva, de todo el recinto primitivo, la iglesia, dedicada a la Virgen de la Expectación, apoyada sobre los restos de la muralla medieval; algunas capillas laterales del claustro, el basamento del mismo, la Sala Capitular y el Refectorio convertido hoy en Capilla de la Residencia de Ancianos. Dentro de esta institución pueden observarse la cocina (transformada en capilla secundaria para la Residencia), parte de un segundo claustro, un ala de celdas de los monjes que posee una escalera barroca (oculta tras unos servicios) y restos de esculturas en piedra y madera, vidrieras, así como parte del antiguo mobiliario.

## Actualidad
Hoy en día la iglesia y los restos del monasterio han sido convertidos en un museo de arte sacro, el Museo de San Francisco.

## Galería

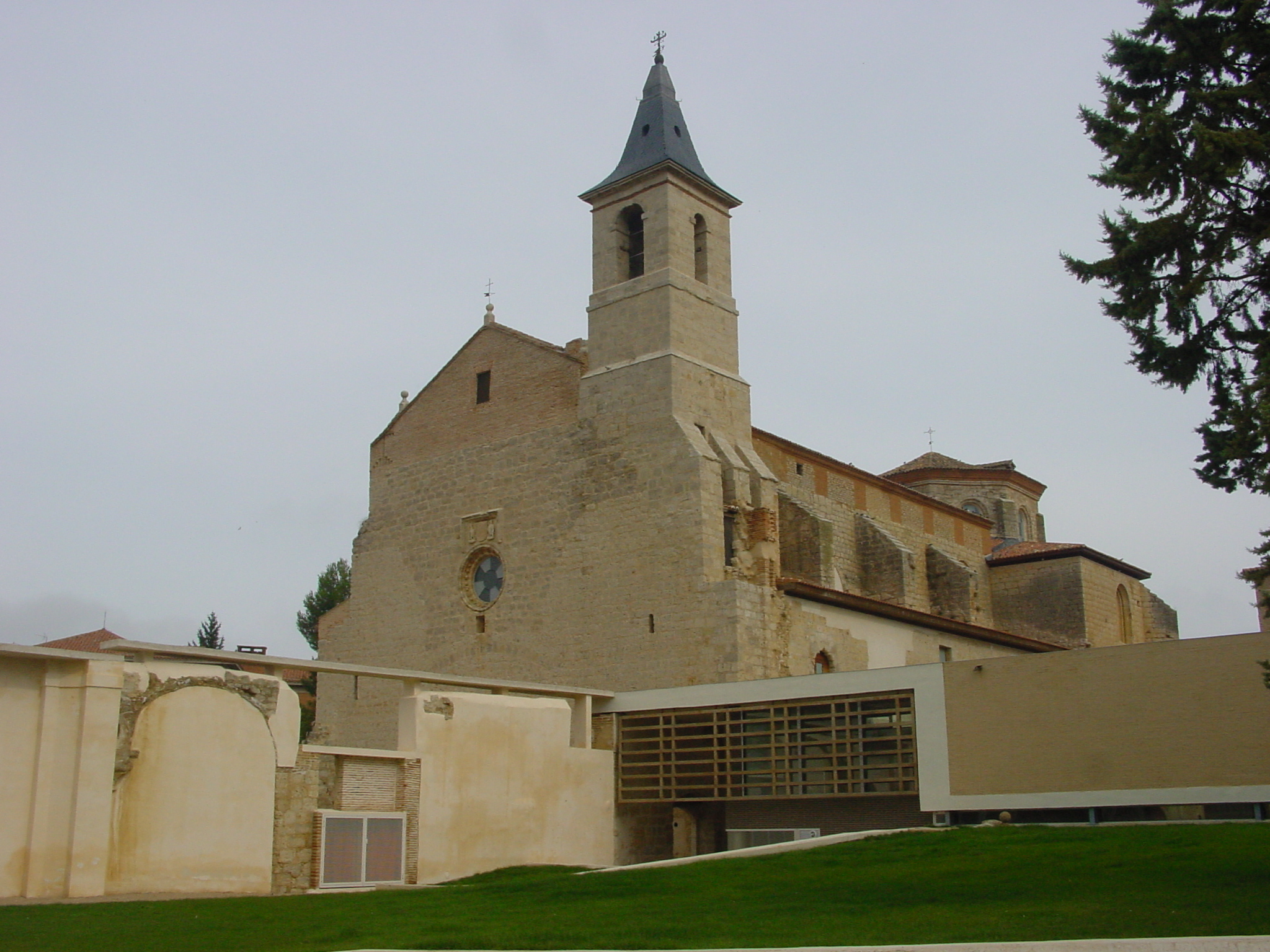
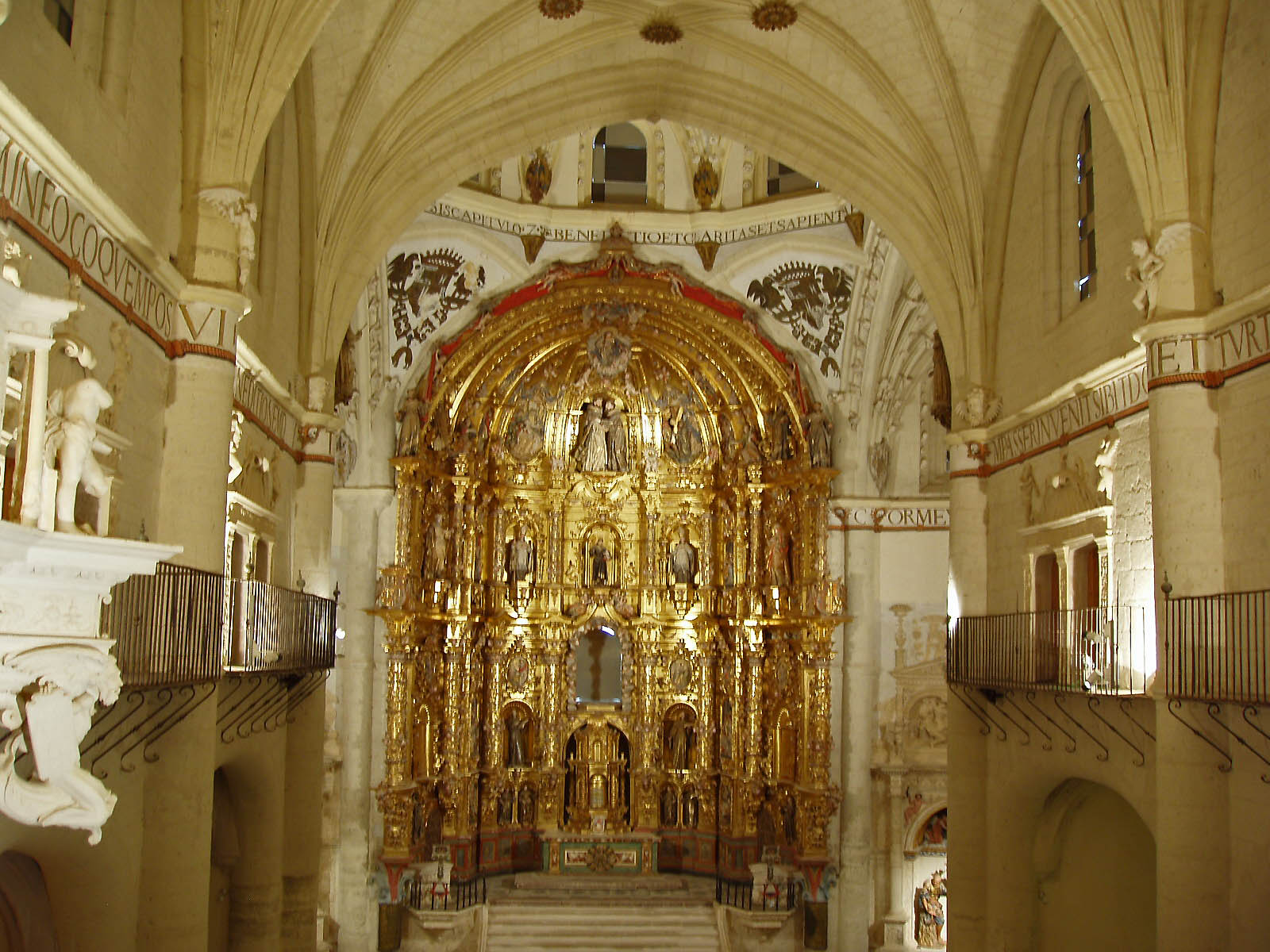
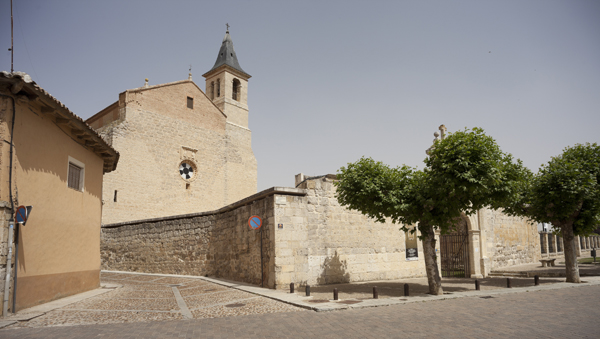
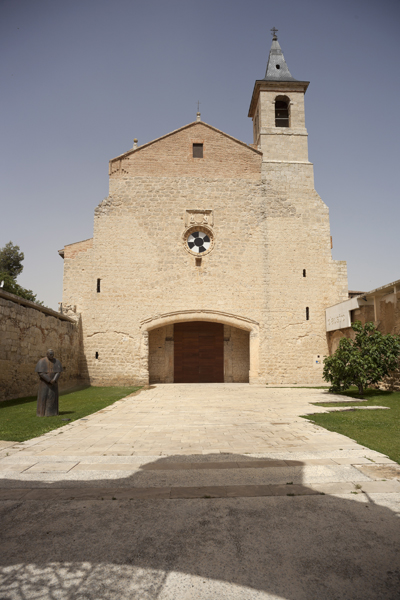
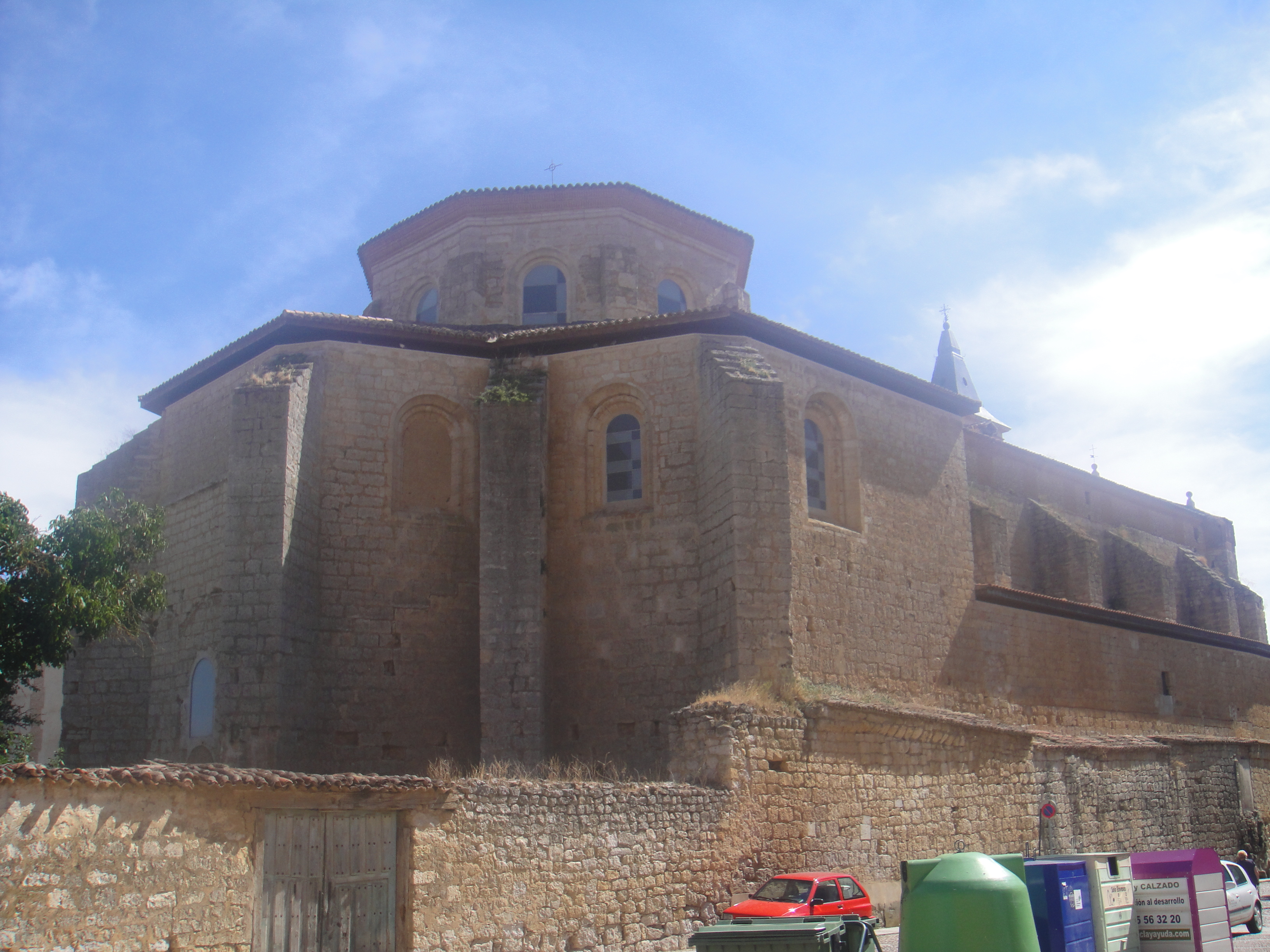
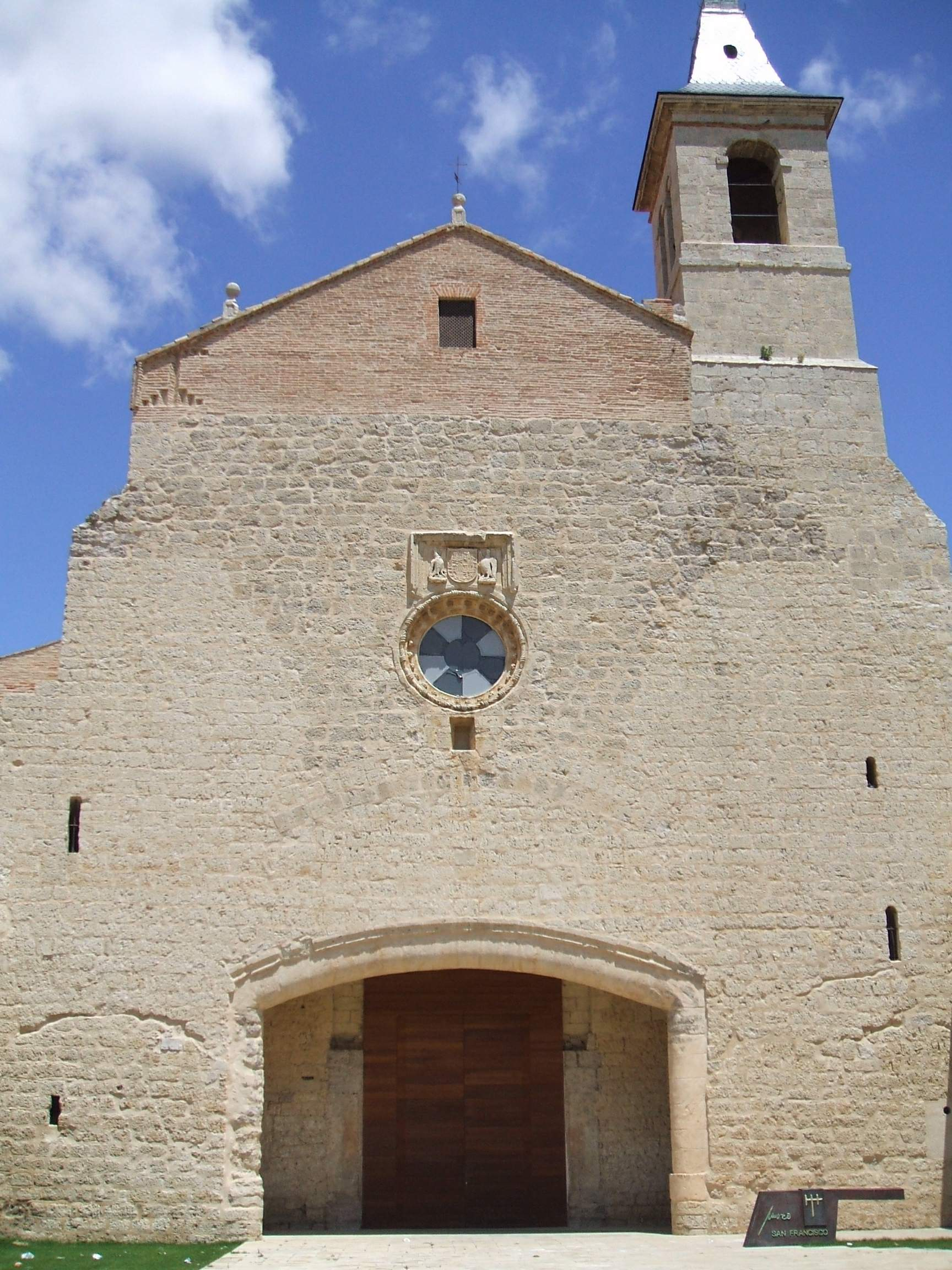
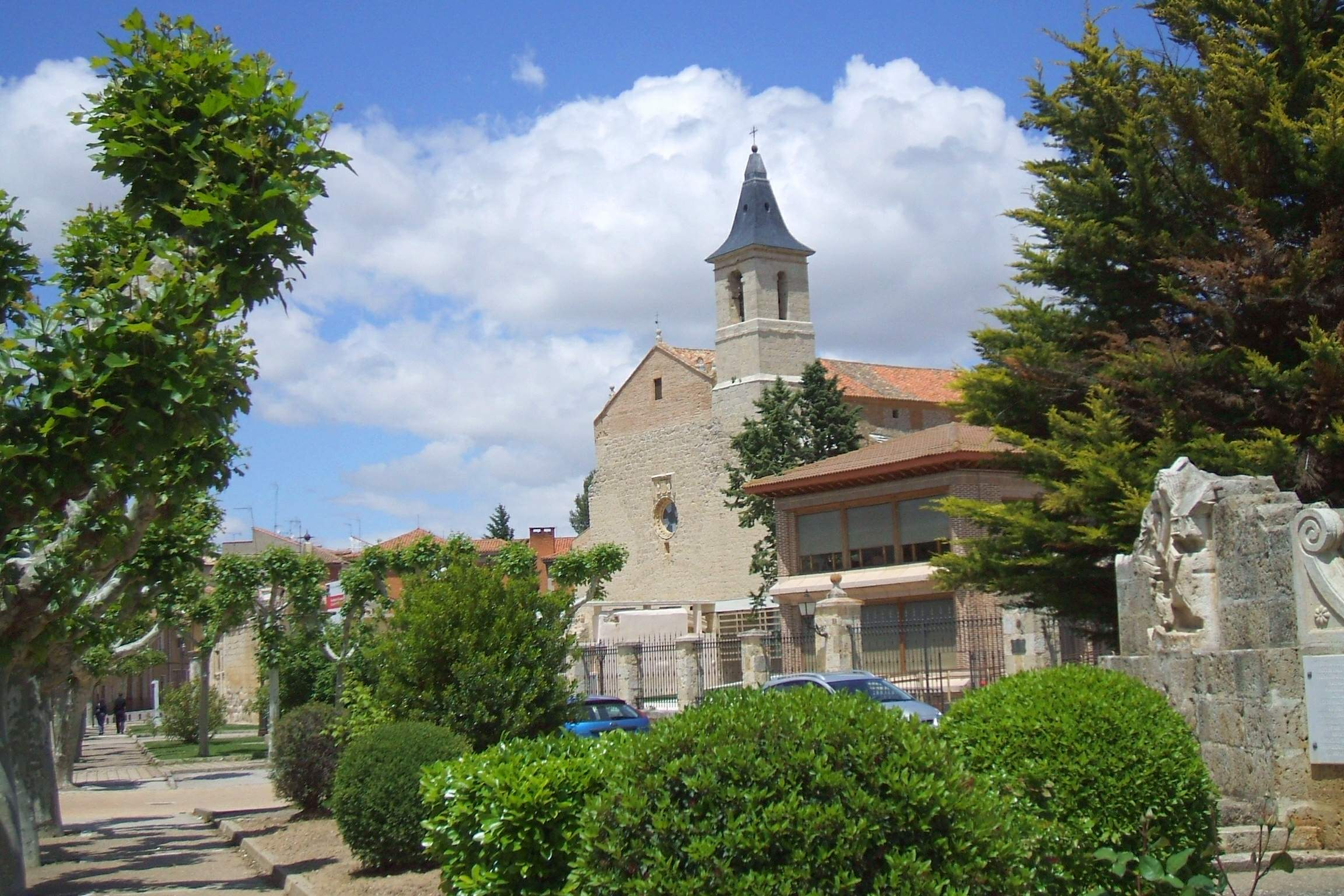